# Globulina fijadora de tiroxina
La globulina fijadora de tiroxina (TBG), es una glucoproteína cuya masa molecular es de 1800 kDa, se une en la circulación sanguínea a las hormonas tiroideas T4 y T3 con una afinidad 100 veces mayor que la de la Transtirretina (TTR).

## Síntesis
La TBG es producida en el hígado y su síntesis se ve incrementada por la acción de los estrógenos. 
Su síntesis puede disminuir con el tratamiento con andrógenos o glucocorticoides y en algunas enfermedades hepáticas, también puede haber variaciones hereditarias de la misma.

## Análisis de la TBG en sangre
Estos análisis se pueden realizar para diagnosticar problemas de tiroides. 
Si el ensayo se realiza mediante electroforesis, los valores normales pueden ir de 10 a 24 mg/100 ml mientras que el radioinmunoanálisis suele dar unos de valores normales de 1,3 a 2,0 mg/100 mL. de todos modos, los rangos de los valores normales pueden variar ligeramente entre laboratorios.
Un aumento en el nivel de TBG puede deberse a:
- Porfiria intermitente aguda (un trastorno metabólico poco frecuente).
- Hipotiroidismo (tiroides hipoactiva).
- Enfermedad hepática.
- Embarazo (los niveles de TBG están normalmente elevados durante el embarazo y son elevados en los recién nacidos).

La disminución en los niveles de TBG puede deberse a:
- Cirrosis hepática
- Enfermedad aguda.
- Acromegalia (un trastorno causado por un exceso de hormona del crecimiento).
- Hipertiroidismo (tiroides hiperactiva).
- Desnutrición.
- Síndrome nefrótico (se presentan síntomas que muestran daño en el riñón).
- Estrés por una cirugía.